# Zápas na Letních olympijských hrách 2020
Soutěže v zápasu na Letních olympijských hrách 2020 v Tokiu probíhaly v hale Makuhari Messe od 1. do 7. srpna 2021.

## Kvalifikace

### Program – řecko-římský
- 60kg – 2. srpna 2021 – Finále
- 67kg	– 4. srpna 2021 – Finále
- 77kg	– 3. srpna 2021 – Finále
- 87kg	– 4. srpna 2021 – Finále
- 97kg	– 3. srpna 2021 – Finále
- 130kg – 2. srpna 2021 – Finále

### Program – volný styl

#### Ženy
- 50kg	– 7. srpna 2021 – Finále
- 53kg	– 6. srpna 2021 – Finále
- 57kg	– 5. srpna 2021 – Finále
- 62kg	– 4. srpna 2021 – Finále
- 68kg	– 3. srpna 2021 – Finále
- 76kg	– 2. srpna 2021 – Finále

#### Muži
- 57kg	– 5. srpna 2021 – Finále
- 65kg	– 7. srpna 2021 – Finále
- 74kg	– 6. srpna 2021 – Finále
- 86kg	– 5. srpna 2021 – Finále
- 97kg	– 7. srpna 2021 – Finále
- 125kg – 6. srpna 2021 – Finále

## Česká stopa
řecko-římský
- Artur Omarov

volný styl
- bez české účasti

## Medailisté

### Řecko-římský zápas
| Kategorie | Zlato                               | Stříbro                            | Bronz                                  |
| --------- | ----------------------------------- | ---------------------------------- | -------------------------------------- |
| 60 kg     | Luis Orta · Kuba (CUB)              | Ken’ičiró Fumita · Japonsko (JPN)  | Walihan Sailike · Čína (CHN)           |
| 60 kg     | Luis Orta · Kuba (CUB)              | Ken’ičiró Fumita · Japonsko (JPN)  | Sergej Jemelin · Sportovci ROV (ROC)   |
| 67 kg     | Rezá Geráí · Írán (IRI)             | Parviz Nasibov · Ukrajina (UKR)    | Frank Stäbler · Německo (GER)          |
| 67 kg     | Rezá Geráí · Írán (IRI)             | Parviz Nasibov · Ukrajina (UKR)    | Mohamed Ibrahim El-Sayed · Egypt (EGY) |
| 77 kg     | Tamás Lőrincz · Maďarsko (HUN)      | Akžol Machmudov · Kyrgyzstán (KGZ) | Šóhei Jabiku · Japonsko (JPN)          |
| 77 kg     | Tamás Lőrincz · Maďarsko (HUN)      | Akžol Machmudov · Kyrgyzstán (KGZ) | Rafig Husejnov · Ázerbájdžán (AZE)     |
| 87 kg     | Žan Beleňuk · Ukrajina (UKR)        | Viktor Lőrincz · Maďarsko (HUN)    | Denis Kudla · Německo (GER)            |
| 87 kg     | Žan Beleňuk · Ukrajina (UKR)        | Viktor Lőrincz · Maďarsko (HUN)    | Zurab Datunašvili · Srbsko (SRB)       |
| 97 kg     | Musa Jovlojev · Sportovci ROV (ROC) | Artur Aleksanjan · Arménie (ARM)   | Tadeusz Michalik · Polsko (POL)        |
| 97 kg     | Musa Jovlojev · Sportovci ROV (ROC) | Artur Aleksanjan · Arménie (ARM)   | Mohammad Hadi Saravi · Írán (IRI)      |
| 130 kg    | Mijaín López · Kuba (CUB)           | Ijakob Kadžaija · Gruzie (GEO)     | Rıza Kaya'alp · Turecko (TUR)          |
| 130 kg    | Mijaín López · Kuba (CUB)           | Ijakob Kadžaija · Gruzie (GEO)     | Sergej Semjonov · Sportovci ROV (ROC)  |

### Volný styl

#### Muži
| Kategorie | Zlato                                         | Stříbro                                        | Bronz                                        |
| --------- | --------------------------------------------- | ---------------------------------------------- | -------------------------------------------- |
| 57 kg     | Zaur Uguev · Sportovci ROV (ROC)              | Ravi Kumar · Indie (IND)                       | Nurislam Sanayev · Kazachstán (KAZ)          |
| 57 kg     | Zaur Uguev · Sportovci ROV (ROC)              | Ravi Kumar · Indie (IND)                       | Thomas Gilman · Spojené státy americké (USA) |
| 65 kg     | Takuto Otoguro · Japonsko (JPN)               | Hadži Alijev · Ázerbájdžán (AZE)               | Gadžimurad Rašidov · Sportovci ROV (ROC)     |
| 65 kg     | Takuto Otoguro · Japonsko (JPN)               | Hadži Alijev · Ázerbájdžán (AZE)               | Bajrang Punia · Indie (IND)                  |
| 74 kg     | Zaurbek Sidakov · Sportovci ROV (ROC)         | Mahamedkhabib Kadzimahamedau · Bělorusko (BLR) | Kyle Dake · Spojené státy americké (USA)     |
| 74 kg     | Zaurbek Sidakov · Sportovci ROV (ROC)         | Mahamedkhabib Kadzimahamedau · Bělorusko (BLR) | Bekzod Abdurahmonov · Uzbekistán (UZB)       |
| 86 kg     | David Taylor · Spojené státy americké (USA)   | Hasan Jazdání · Írán (IRI)                     | Artur Najfonov · Sportovci ROV (ROC)         |
| 86 kg     | David Taylor · Spojené státy americké (USA)   | Hasan Jazdání · Írán (IRI)                     | Myles Amine · San Marino (SMR)               |
| 97 kg     | Abdulrašid Sadulajev · Sportovci ROV (ROC)    | Kyle Snyder · Spojené státy americké (USA)     | Reineris Salas · Kuba (CUB)                  |
| 97 kg     | Abdulrašid Sadulajev · Sportovci ROV (ROC)    | Kyle Snyder · Spojené státy americké (USA)     | Abraham Conyedo · Itálie (ITA)               |
| 125 kg    | Gable Steveson · Spojené státy americké (USA) | Geno Petrijašvili · Gruzie (GEO)               | Amir Hossein Zare · Írán (IRI)               |
| 125 kg    | Gable Steveson · Spojené státy americké (USA) | Geno Petrijašvili · Gruzie (GEO)               | Taha Akgül · Turecko (TUR)                   |

### Volný styl (ženy)
| Kategorie | Zlato                                           | Stříbro                                        | Bronz                                            |
| --------- | ----------------------------------------------- | ---------------------------------------------- | ------------------------------------------------ |
| 50 kg     | Jui Susaki · Japonsko (JPN)                     | Sun Ja-nan · Čína (CHN)                        | Marija Stadnyková · Ázerbájdžán (AZE)            |
| 50 kg     | Jui Susaki · Japonsko (JPN)                     | Sun Ja-nan · Čína (CHN)                        | Sarah Hildebrandt · Spojené státy americké (USA) |
| 53 kg     | Maju Mukaidaová · Japonsko (JPN)                | Pchang Čchien-jü · Čína (CHN)                  | Vanesa Kaladzinskaya · Bělorusko (BLR)           |
| 53 kg     | Maju Mukaidaová · Japonsko (JPN)                | Pchang Čchien-jü · Čína (CHN)                  | Bat-Ochiryn Bolortuyaa · Mongolsko (MGL)         |
| 57 kg     | Risako Kawaiová · Japonsko (JPN)                | Iryna Kurachkina · Bělorusko (BLR)             | Helen Maroulisová · Spojené státy americké (USA) |
| 57 kg     | Risako Kawaiová · Japonsko (JPN)                | Iryna Kurachkina · Bělorusko (BLR)             | Evelina Nikolova · Bulharsko (BUL)               |
| 62 kg     | Jukako Kawai · Japonsko (JPN)                   | Aisuluu Tynybekova · Kyrgyzstán (KGZ)          | Iryna Koliadenko · Ukrajina (UKR)                |
| 62 kg     | Jukako Kawai · Japonsko (JPN)                   | Aisuluu Tynybekova · Kyrgyzstán (KGZ)          | Taybe Yusein · Bulharsko (BUL)                   |
| 68 kg     | Tamyra Mensahová · Spojené státy americké (USA) | Blessing Oborududuová · Nigérie (NGR)          | Alla Cherkasova · Ukrajina (UKR)                 |
| 68 kg     | Tamyra Mensahová · Spojené státy americké (USA) | Blessing Oborududuová · Nigérie (NGR)          | Meerim Žumanazarovová · Kyrgyzstán (KGZ)         |
| 76 kg     | Aline Rotter-Fockenová · Německo (GER)          | Adeline Grayová · Spojené státy americké (USA) | Yasemin Adarová · Turecko (TUR)                  |
| 76 kg     | Aline Rotter-Fockenová · Německo (GER)          | Adeline Grayová · Spojené státy americké (USA) | Čou Čchien · Čína (CHN)                          |

## Přehled medailí
| Pořadí | Země                   | Zlato | Stříbro | Bronz | Celkově |
| ------ | ---------------------- | ----- | ------- | ----- | ------- |
| 1      | Japonsko               | 5     | 1       | 1     | 7       |
| 2      | Sportovci ROV          | 4     | 0       | 4     | 8       |
| 3      | Spojené státy americké | 3     | 2       | 4     | 9       |
| 4      | Kuba                   | 2     | 0       | 1     | 3       |
| 5      | Írán                   | 1     | 1       | 2     | 4       |
| 5      | Ukrajina               | 1     | 1       | 2     | 4       |
| 7      | Maďarsko               | 1     | 1       | 0     | 2       |
| 8      | Německo                | 1     | 0       | 2     | 3       |
| 9      | Čína                   | 0     | 2       | 2     | 4       |
| 10     | Bělorusko              | 0     | 2       | 1     | 3       |
| 10     | Kyrgyzstán             | 0     | 2       | 1     | 3       |
| 12     | Gruzie                 | 0     | 2       | 0     | 2       |
| 13     | Ázerbájdžán            | 0     | 1       | 2     | 3       |
| 14     | Indie                  | 0     | 1       | 1     | 2       |
| 15     | Arménie                | 0     | 1       | 0     | 1       |
| 15     | Niger                  | 0     | 1       | 0     | 1       |
| 17     | Turecko                | 0     | 0       | 3     | 3       |
| 18     | Bulharsko              | 0     | 0       | 2     | 2       |
| 19     | Egypt                  | 0     | 0       | 1     | 1       |
| 19     | Itálie                 | 0     | 0       | 1     | 1       |
| 19     | Kazachstán             | 0     | 0       | 1     | 1       |
| 19     | Monako                 | 0     | 0       | 1     | 1       |
| 19     | Polsko                 | 0     | 0       | 1     | 1       |
| 19     | San Marino             | 0     | 0       | 1     | 1       |
| 19     | Srbsko                 | 0     | 0       | 1     | 1       |
| 19     | Uzbekistán             | 0     | 0       | 1     | 1       |
| celkem | celkem                 | 18    | 18      | 18    | 72      |